# Hoàng Văn Thượng
Hoàng Văn Thượng (sinh ngày 24 tháng 7 năm 1948) là một chính trị gia người Việt Nam. Ông từng là đại biểu Quốc hội Việt Nam khóa XIII nhiệm kì 2011-2016 thuộc đoàn đại biểu tỉnh Cao Bằng, Ủy viên Ban chấp hành Hội Cựu chiến binh Việt Nam, Chủ tịch Hội Cựu chiến binh Việt Nam tỉnh Cao Bằng, Ủy viên Ủy ban Về các vấn đề xã hội của Quốc hội khóa XIII.

## Xuất thân
Ông sinh ngày 24 tháng 7 năm 1948, người dân tộc Tày, không theo tôn giáo nào. Ông có quê quán ở xã Lăng Hiếu, huyện Trùng Khánh, tỉnh Cao Bằng.

## Giáo dục
Ông có trình độ học vấn là Cao cấp Chính trị - Quân sự.
Ông có trình độ lí luận chính trị là Cao cấp lý luận chính trị.

## Sự nghiệp
Ông gia nhập Đảng Cộng sản Việt Nam vào ngày 22/5/1969.
Ông từng là đại biểu Quốc hội Việt Nam khóa VIII.
Ông là đại biểu Quốc hội Việt Nam khóa XIII nhiệm kì 2011-2016 thuộc đoàn đại biểu tỉnh Cao Bằng, đồng thời là Bí thư Đảng đoàn, Bí thư chi bộ Hội cựu chiến binh tỉnh Cao Bằng, Ủy viên Ban chấp hành Hội Cựu chiến binh Việt Nam, Chủ tịch Hội Cựu chiến binh Việt Nam tỉnh Cao Bằng, Ủy viên Ủy ban Về các vấn đề xã hội của Quốc hội khóa XIII, làm việc ở Hội Cựu chiến binh VN tỉnh Cao Bằng.